# Bistum Siping
Das Bistum Siping (lat.: Dioecesis Sepimchiaevensis) ist ein römisch-katholisches Bistum mit Sitz in Siping in der Volksrepublik China.

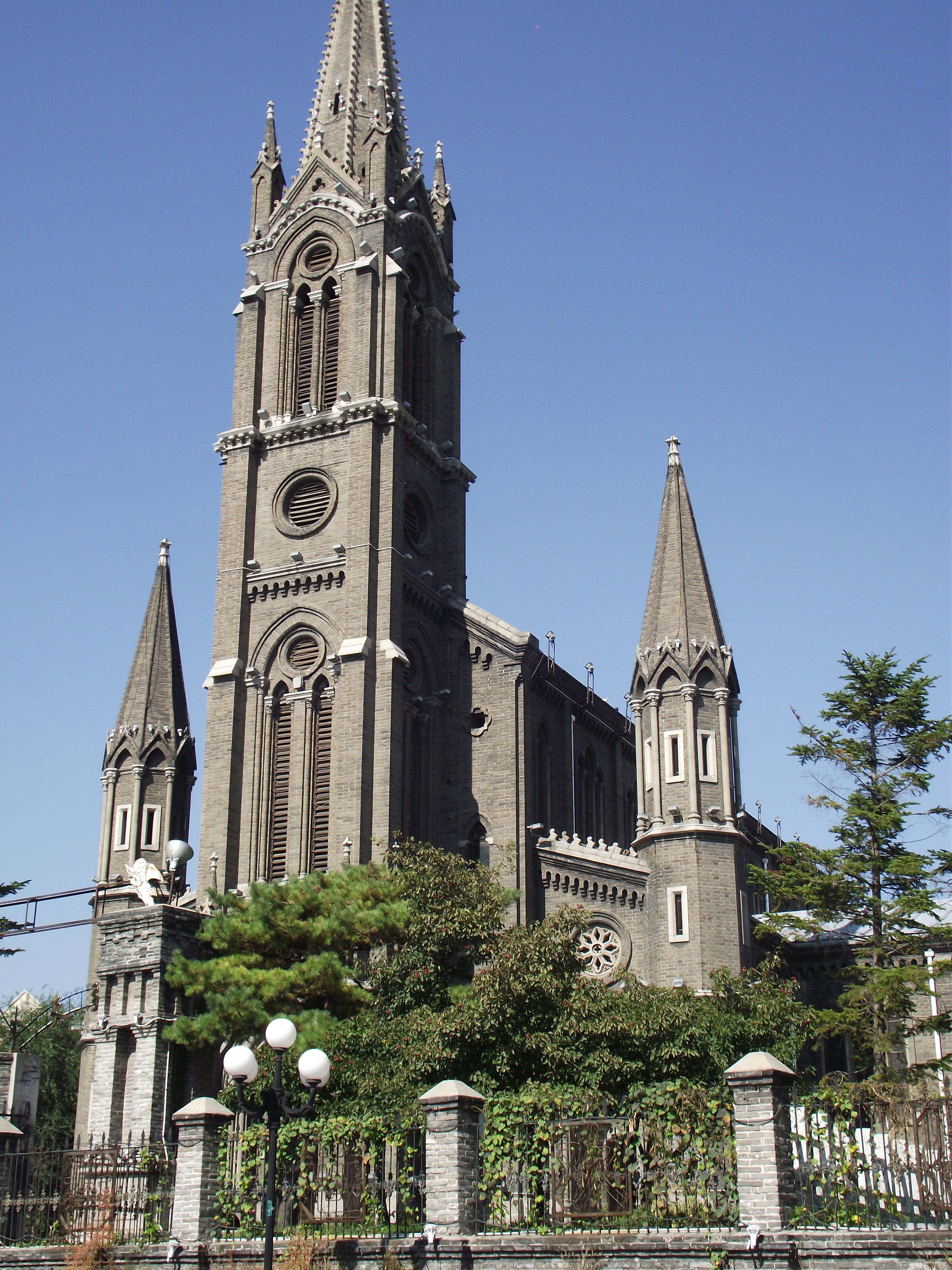
Der Sipinger Dom

## Geschichte
Papst Pius XI. gründete die Apostolische Präfektur Szepingkai mit dem Breve Ex hac sublimi am 2. August 1929 aus Gebietsabtretungen der Apostolischen Vikariate Shenyang und Rehe. Am 1. Juni 1932 wurde sie mit dem Breve Litteris Apostolicis Nostris zum Apostolischen Vikariat erhoben.
Am 18. Mai 1937 verlor es Teile des Territoriums zugunsten der Errichtung der Apostolischen Präfektur Lintong. Mit der Apostolischen Konstitution Quotidie Nos wurde es am 11. April 1946 zum Bistum erhoben. Der einzige Bischof des Bistums war bisher Joseph Adhemar Louis Lapierre. In den frühen 1980er Jahren wurde Andrew Han Jing-tao zum geheimen Bischof geweiht.

## Ordinarien

### Apostolischer Präfekt von Szepingkai
- Joseph Louis Adhémar Lapierre PME (19. Februar 1930 – 1. Juni 1932)

### Apostolischer Vikar von Szepingkai
- Joseph Adhemar Louis Lapierre PME (1. Juni 1932 – 11. April 1946)

### Bischöfe von Siping
- Joseph Adhemar Louis Lapierre PME  (11. April 1946 – 1. Dezember 1952)
- Paul Zhang (2. April 1954 – 2004 als Apostolischer Administrator)
- Andreas Han Jingtao (1983 – 2020 als verhinderter Untergrundbischof)